# 소요죄
소요죄(騷擾罪, sedition, Landfriedensbruch)는 다중(多衆)이 집합하여 폭행, 협박, 손괴를 함으로써 성립하는 범죄를 말한다. 형법 제115조에 규정되어 있다.

## 형법 제115조
제115조 (소요)
다중이 집합하여 폭행, 협박 또는 손괴의 행위를 한 자는 1년 이상 10년 이하의 징역이나 금고 또는 1천500만원 이하의 벌금에 처한다. <개정 1995.12.29> (출처 : 형법 제07623호 2005.7.29 )

## 설명
소요죄는 필요적 공범이므로, 이에 가담한 전원이 공동정범이다.
평화적 시위나 집회가 소요죄로 변한 경우, 이에 가담한 전원이 소요죄의 공동정범이다.
소요죄를 범하는 도중에 행한 폭행, 협박, 손괴 행위는 별도로 폭행죄, 협박죄, 손괴죄로 처벌되지 않고, 모두 소요죄에 흡수되어 소요죄로만 처벌된다.
소요죄를 범하는 도중에 행한 공무집행방해 행위는 소요죄와 공무집행방해죄의 상상적 경합이 된다. 통설, 판례의 입장이다.

## 판례
피고인의 행위가 수십명의 군중과 함께 정치적 구호를 외치며 거리를 진행하는등 다중이 집합하여 폭행, 협박, 손괴행위를 한 것이라면 그 행위자체가 포고령 제10호가 금지한 정치목적의 시위를 한 것이라고 보아야 할 것이므로 소요죄와 위 포고령위반죄는 1개의 행위가 동시에 수개의 죄에 해당하는 형법 제40조의 상상적 경합범의 관계에 있다. 대법원 1983.6.14. 선고 83도424 판결

## 집회 및 시위에 관한 법률 관련
시위나 집회의 주최자가 폭행, 협박, 손괴, 방화 등으로 질서를 문란하게 하는 행위를 한 경우에는, 집시법 제16조 제4항 제2호를 위반한 것이 되며, 따라서 동법 제24조 제5호에 의해 6개월 이하의 징역 또는 50만원 이하의 벌금·구류 또는 과료로 처벌된다.
시위나 집회의 참가자가 폭행, 협박, 손괴, 방화 등으로 질서를 문란하게 하는 행위를 한 경우에는, 집시법 제18조 제2항을 위반한 것이 되며, 따라서 동법 제24조 제5호에 의해 6개월 이하의 징역 또는 50만원 이하의 벌금·구류 또는 과료로 처벌된다.

## 같이 보기
- 한미 쇠고기 협상 내용에 대한 반대 시위
- 집회 및 시위에 관한 법률